# 阿仁合站
阿仁合站（日语：／ Aniai eki */?）是位於秋田縣北秋田市阿仁銀山字下新町，秋田內陸縱貫鐵道的秋田內陸線車站。
在2002年（平成14年），此站被選為東北車站百選之一，理由是「位於北緯40度線上的北秋田市阿仁地域，擁有巨大三角屋頂的車站大樓」。

## 歷史
- 1936年（昭和11年）9月25日 - 國鐵阿仁合線阿仁前田站至此站之間開通，此站啟用。當時車站位於北秋田郡阿仁合町（日语：阿仁合町）。
- 1963年（昭和38年）10月15日 - 阿仁合線延伸至比立內站。
- 1986年（昭和61年）11月1日 - 秋田內陸縱貫鐵道接管阿仁合線，成為秋田內陸縱貫鐵道秋田內陸北線（1989年改名為秋田內陸線）[1]。
- 1989年（平成元年）3月 - 翻新車站大樓[2]。
- 2017年（平成29年）
  - 2月17日：小渕至此站之間發生山泥傾瀉。使阿仁前田至此站之間不能通行[3]。該區間開設代行巴士[3]。
  - 4月29日：阿仁前田至此站之間重開，全線重開[3]。
- 2018年（平成30年）
  - 4月1日 - 車站大樓進行大規模翻新[4]。
  - 4月21日 - 車站和座敷列車進行翻新後舉行了紀念典禮。車站加設愛稱「幸福之站」[5]。
- 2019年（平成31年）4月19日 - 車站大樓2樓的北秋田森吉山（日语：森吉山）迎賓站開幕[6]。

## 構造
此站是地面車站，設有1面2線的島式月台。
此站是整日職員配置車站。站內設有運輸區，設有所屬列車司車。站內設有車廠和檢修設施。設有鐵路車輛所屬該運輸區。
車站大樓在1989年（平成元年）進行翻新。新大樓是一座木造2層高建築物，以巨大三角形屋頂為特徵，大樓上北緯40度的圖案。車站大樓內同時設有商工會館。
車站大樓1樓設有火車觀看台、候車室、售票處、檢票口、土產店、商店、觀光詢問處、西式餐廳和咖啡廳。2樓設有小童角、觀光PR處。大樓內設有升降機。

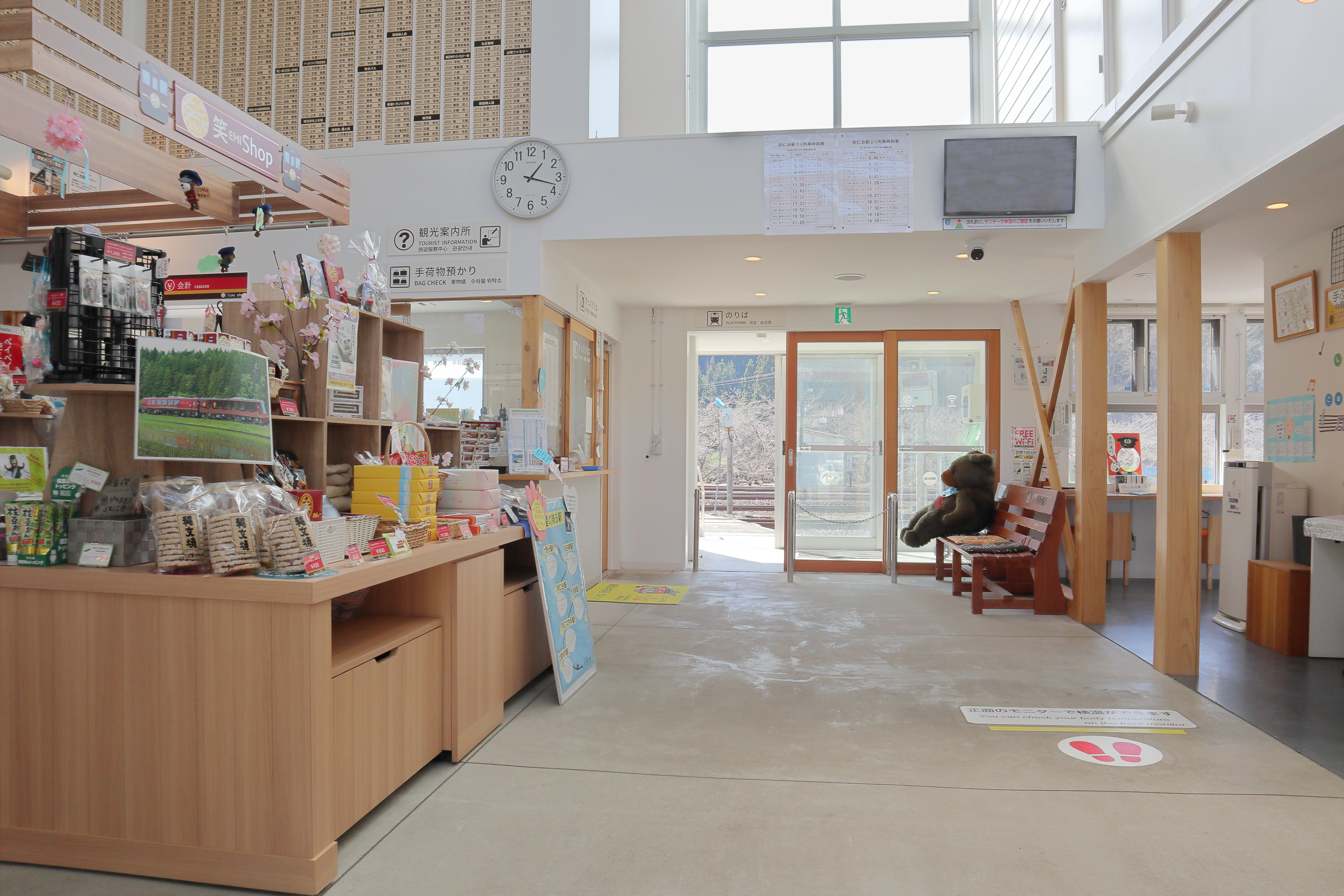
車站內部（2022年4月）
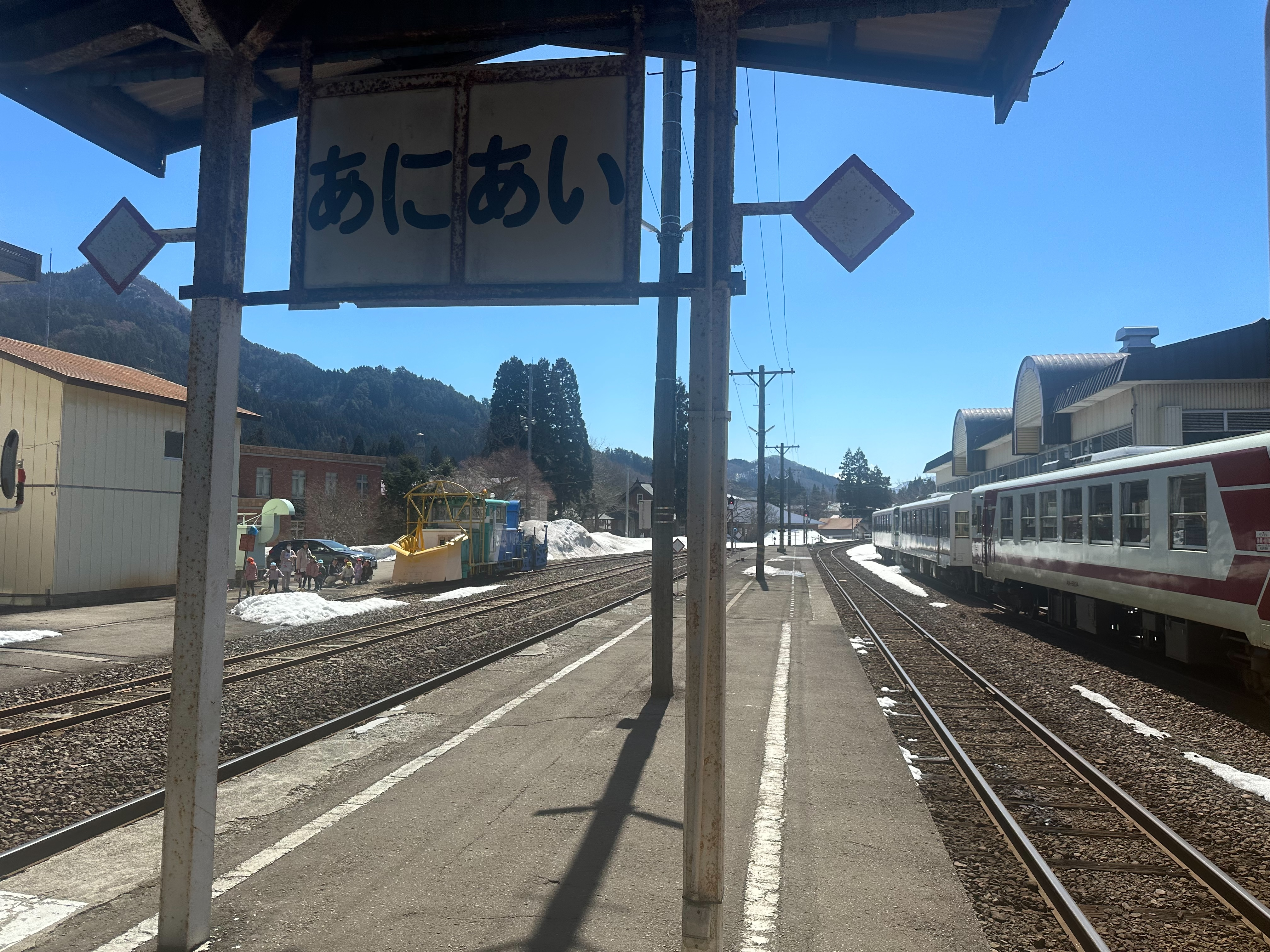
月台（2024年3月）
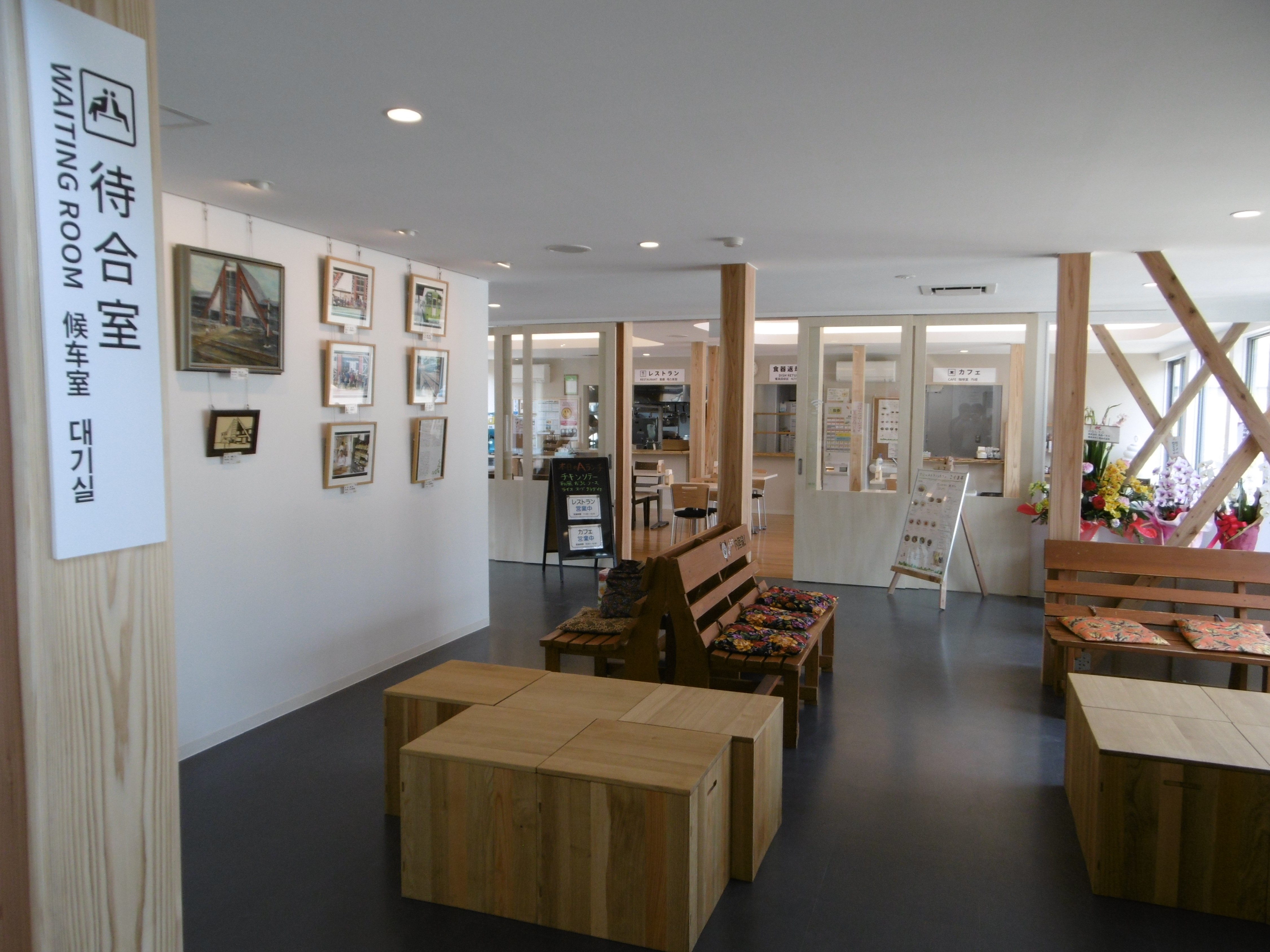
候車室（2018年4月）
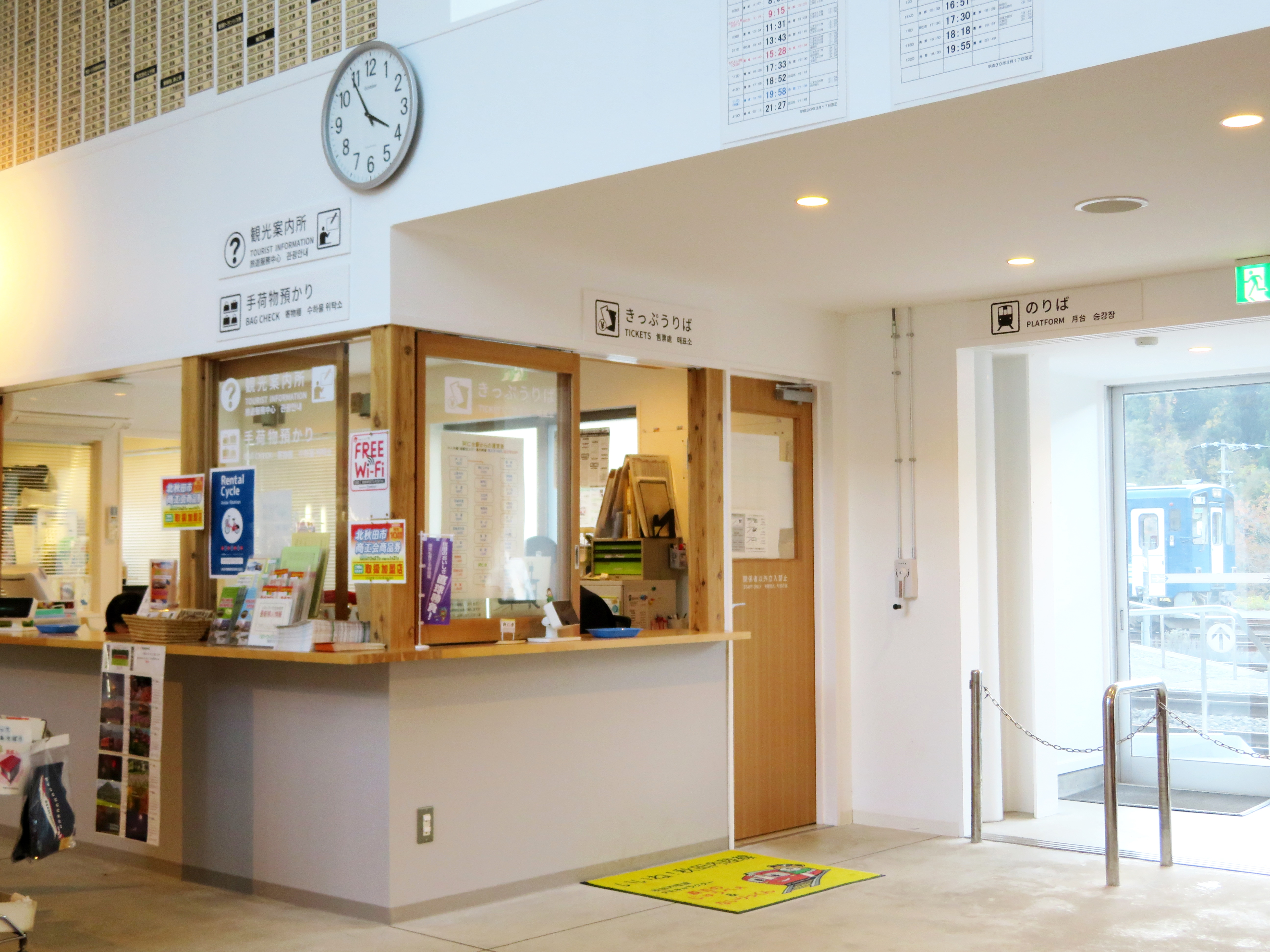
售票處（2018年11月）
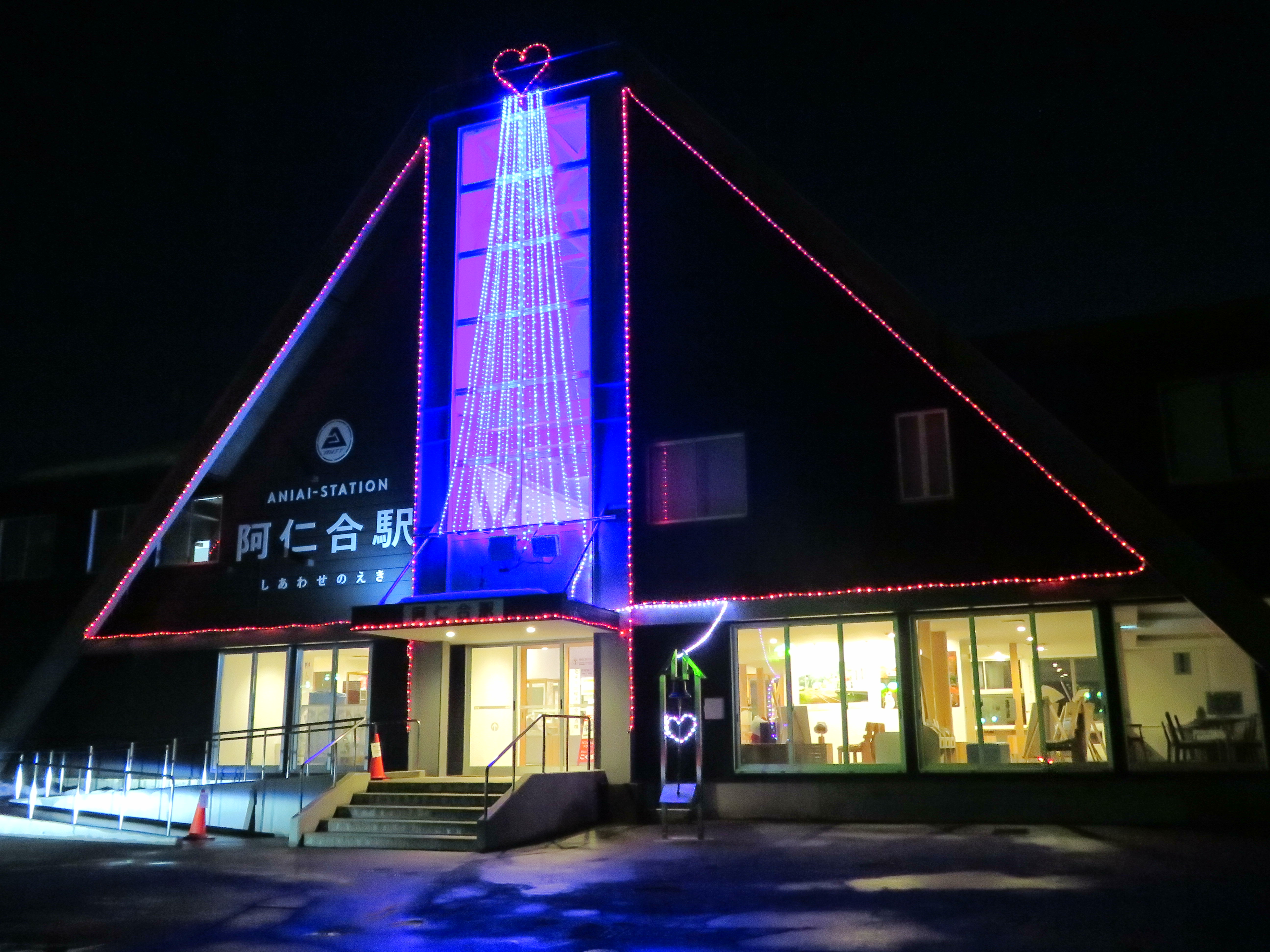
聖誕燈飾（2018年）

## 使用狀況
| 1日上落車人次 | 1日上落車人次 |
| 年度          | 1日平均人次   |
| ------------- | ------------- |
| 2016年        | 158           |
| 2017年        | 135           |

## 周邊
- 阿仁川（日语：阿仁川）
- 國道105號（日语：国道105号）
- 阿仁合郵局

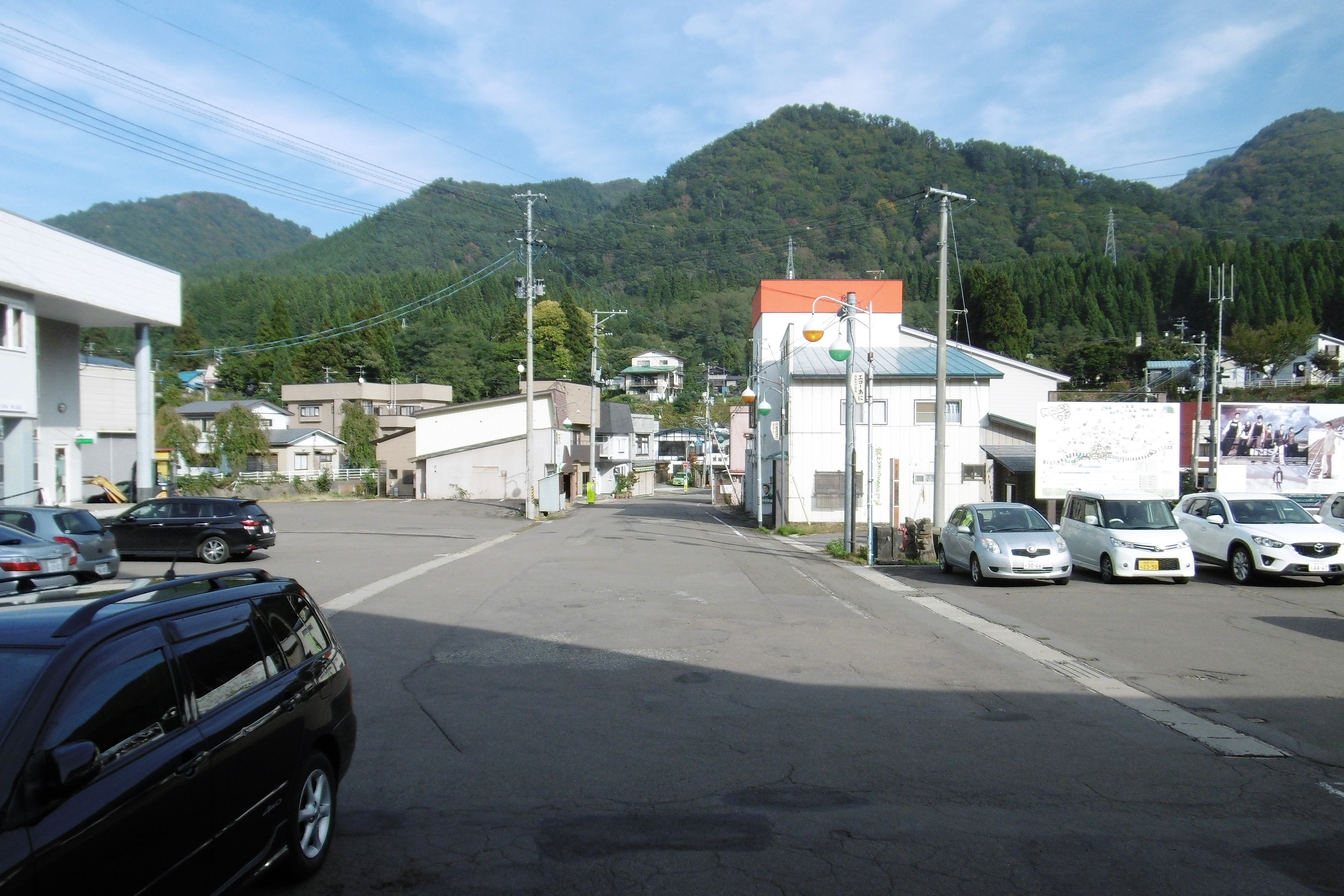
站前風景（2016年）

- 秋田銀行鷹巢分店阿仁合出張所（店鋪外ATM）
- 北秋田市立阿仁診所
- 故鄉文化中心
- 北秋田消防署阿仁分署
- 秋田內陸縱貫鐵道總部
- 阿仁異人館（國家重要文化財產）
- 阿仁鄉土文化保存傳承館（阿仁礦山的歷史）
- 北秋田市政廳阿仁廢舍 （綜合窗口中心）
- 登上「森吉山（日语：森吉山）」「阿仁吊車」（阿仁滑雪場）的玄關口。轉乘的士前往。

## 巴士、合乘的士
在阿仁合站前設有秋北巴士巴士路線，以及預約制的森吉山周遊合乘的士が運行している。
巴士路線
- 北秋田市民醫院（日语：北秋田市民病院）前 - 打當線

合乘的士
- 森吉山阿仁滑雪場（日语：阿仁スキー場） - 全年運行 （阿仁的士（日语：阿仁タクシー））

## 相鄰車站
秋田內陸縱貫鐵道
■秋田內陸線
- 急行「森吉」停車站（部分到發）

□快速
小渕－阿仁合－（部分停荒瀨）－比立內
■普通
小渕－阿仁合－荒瀨

## 注腳
1. ↑  . 鐵道雜誌 (鐵道雜誌社). 1987-01, 21 (1): 50 （日语）.
2. 1 2 3  “ユニークな新駅舎が完成 秋田内陸線阿仁合駅 誘客の目玉に” 秋田魁新報 (秋田魁新報社): p17. (1989年3月26日 朝刊)
3. 1 2 3  . 朝日新聞 (朝日新聞社). 2017-04-27: 朝刊 秋田全県版 （日语）.
4. ↑  . 北鹿新聞 (北鹿新聞社). 2018-04-02.
5. ↑  ＜秋田夢列車＞寄付金でリニューアル 訪日客増へ期待高まる （页面存档备份，存于）（日語）『河北新報』Online 2018年4月25日（2018年4月28日參閲）。
6. ↑  . 北秋田市.   [2020-03-19] （日语）.
7. ↑  国土数値情報(駅別乗降客数データ) （日語） - 統計情報研究，2020年8月30日參閲
8. ↑  . 北秋田市.   [2018-03-20]. （原始内容存档于2018-09-05） （日语）.

## 外部連結
- 路線圖（各站資訊） （页面存档备份，存于）（日語） - 秋田內陸縱貫鐵道